# 6e régiment étranger de génie
Le 6e régiment étranger du génie est une unité de la Légion étrangère intégrée à la FAR au sein de la 6e DLB.
Il devient en 1999 le 1er régiment étranger de génie.

## Création et différentes dénominations
Le 6e régiment étranger de génie (6e REG) est créé le 1er juillet 1984 à Laudun (Gard). Il devient, par changement d'appellation, le 1er régiment étranger de génie (1er REG) le 1er juillet 1999. 
À sa création le régiment comprend 3 compagnies de combat (1re, 2e et 3e compagnies) et une compagnie de commandement, d'appui et de soutien (CCAS). À la veille de sa dissolution il sera alors constitué des unités suivantes :
- la 1re compagnie amphibie,
- la 2e compagnie de combat d'assaut du génie mécanisé
- la 3e compagnie de combat du génie d'assaut aérotransportable
- la 4e compagnie créée en 1996,
- la compagnie d'appui (CA) qui comprend les moyens lourds du génie,
- la compagnie de commandement et de logistique (CCs) qui assure le soutien du régiment.
- la section spéciale du dinops maximum 12 personnes spécialités plongeur de combat

## Historique des garnisons, campagnes et batailles
- Tchad (opération Épervier)
- Pakistan (opération Salam, 1988-1990)
- Irak (opération Daguet)
- Somalie (opération Oryx)
- Cambodge (APRONUC)
- Ex-Yougoslavie - Sarajevo (FORPRONU)
- Ex-Yougoslavie - Sarajevo/Rajlovac (IFOR)
- Kosovo (KFOR)

## Traditions
Le 6e REG reprend les traditions du 6e REI.

### Devise
« Ad unum » qui en latin signifie « vers l'unité ».

### Insigne
L'insigne reprend en partie la symbolique du 6e REI dont la forme générale en hexagone, les trois colonnes du temple de Jupiter à Baalbek à gauche de l'insigne ainsi que les symboles de la Légion étrangère : bandes verte et rouge à droite et grenade à sept flammes au centre.
La spécialité du régiment est symbolisée par le "pot en tête" et le corselet.
Enfin, le nom du régiment est indiqué dans la grenade et en dessous du corselet tandis que la devise est inscrite sur un bandeau situé sur les deux côtés inférieurs de l'hexagone.

### Drapeau
Dans les plis du drapeau, sont inscrits les quatre noms de batailles suivants, :
- CAMERONE 1863
- MUSSEIFRÉ 1925
- SYRIE 1925 – 1926
- KOWEIT 1990 - 1991

### La cravate
Le drapeau du 6e régiment étranger de génie est décoré :
- de la croix de guerre des théâtres d'opérations extérieure avec une palme

## Chefs de corps
- Colonel Degre - 1984-1985
- Colonel Boileau - 1985-1987 (**)
- Colonel Martial - 1987-1989 (**)
- Colonel Manet - 1989-1991 (**)
- Colonel Petersheim - 1991-1993 (**)
- Colonel Danigo - 1993-1995
- Colonel Houbron - 1995-1997 (***)
- Colonel Ganascia - 1997-1999 (**)
- N.B.: (**) général de brigade ; (***) général de division ; (****) général de corps d'armée